# Blaaskatheterisatie

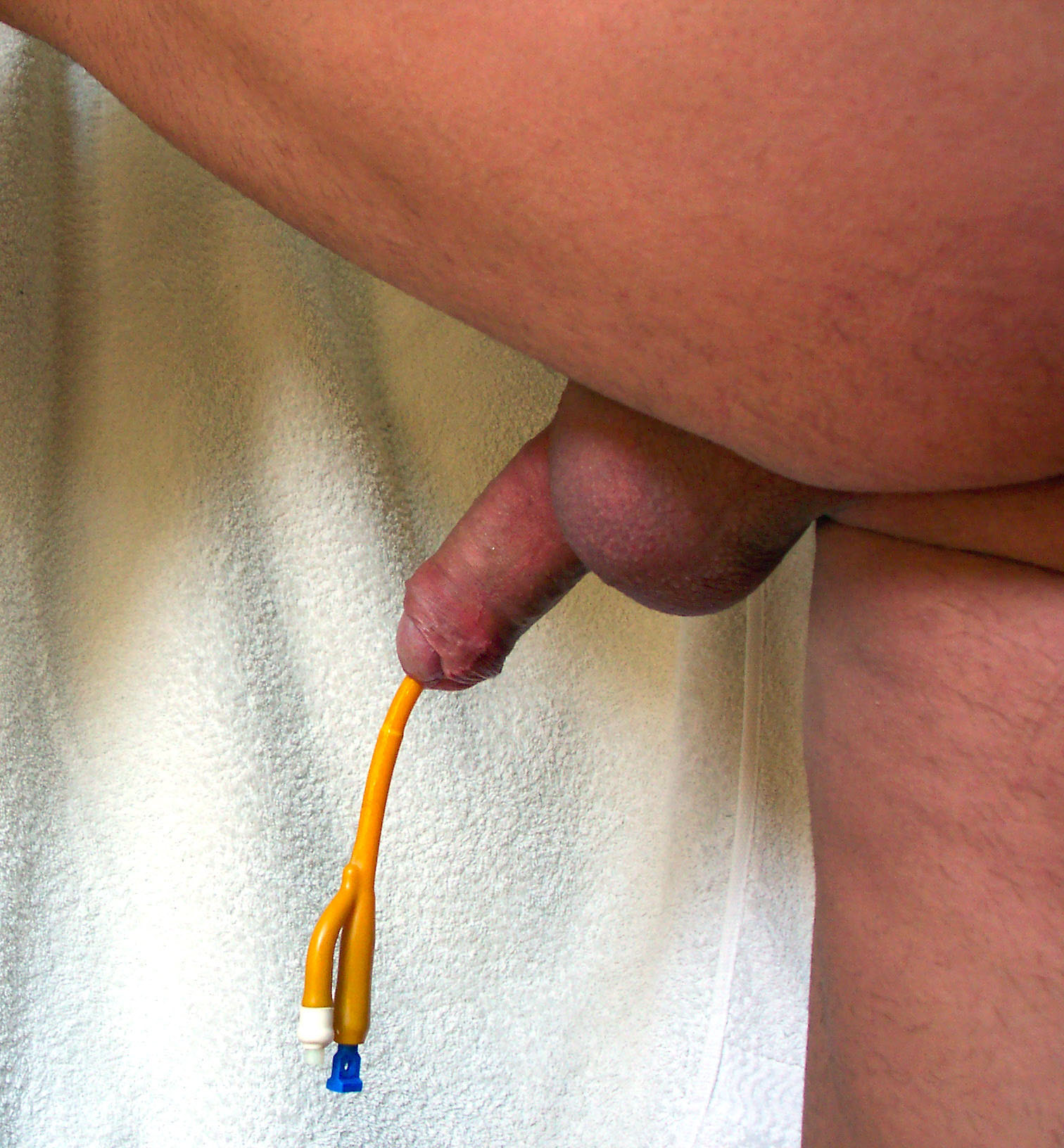
Een blaaskatheter via de urinebuis bij een man

Blaaskatheterisatie is een medische handeling, waarbij een flexibele holle slang (blaaskatheter) in de urineblaas wordt ingebracht. Een blaaskatheter kan van pvc, latex, siliconen of hydrogel zijn gemaakt. Dit is afhankelijk van de gebruikswijze.
Het doel van blaaskatheterisatie is het ledigen van de urineblaas.

## Vormen
Er bestaan twee toegangswegen voor blaaskatheterisatie:
- Transurethraal, een blaaskatheter wordt in de blaas gebracht via de urinebuis (urethra).
- Suprapubisch, een katheter wordt chirurgisch ingebracht via de buikwand, boven het schaambeen.

Er kunnen drie soorten blaaskatheterisatie onderscheiden worden op basis van de verblijfsduur:
- eenmalige blaaskatheterisatie, ter lediging van de blaas van een patiënt die daar zelf (tijdelijk) niet toe in staat is;
- langdurige, onderbroken katheterisatie met behulp van eenmalige katheters die door patiënt of hulpverlener meerdere malen per dag via de urinebuis worden ingebracht ter lediging van de blaas, ofwel de intermitterende katheterisatie;
- langdurige katheterisatie met behulp van een verblijfskatheter, onder andere bij patiënten bij wie een langdurigere indicatie bestaat voor een blaaskatheter, of bij wie de urineproductie nauwkeurig gemonitord moet worden zoals bij shock. Verblijfskatheters worden in de Nederlandse gezondheidszorg dikwijls aangeduid met de afkorting CAD (van het Franse cathéter à demeure) of soms met de afkorting UBC (voor het Engelse urinary bladder catheter).

## Indicatie
Er zijn allerlei indicaties mogelijk voor het inbrengen van een blaaskatheter:
- Blaasspoeling
- Hevige urine-incontinentie bij mensen waarbij verschonen belastend is
- Zeer verminderde mobiliteit
- Afwijkingen aan de urinewegen
- Urineretentie
- Ter voorbereiding van een bepaalde operatie
- Na een zogenaamde TURP-operatie bij een vergrote prostaat (Trans Urethrale Resectie Prostaat)
- Na een zogenaamde HoLEP-procedure bij een vergrote prostaat (Holmiumlaserenucleatie van de prostaat)
- Toedienen van cytostatica bij blaaskanker
- Bepaalde vormen van urineonderzoek

## Soorten blaaskatheters
Er zijn verschillende soorten blaaskatheters. Zo zijn sommige dikker dan de andere en is de één langer dan de ander. Ook ligt het eraan wat het doel van de blaaskatherisatie is:
- Indien het een eenmalige blaaskatherisatie betreft, wordt gekozen voor een blaaskatheter zonder ballon en met één buis in de slang. Deze buis is voor de urine. De katheter wordt direct na het opvangen van urine weer eruit gehaald. Eenmalige katheterisatie wordt meestal alleen transuretraal gedaan.
- twee-wegkatheter, deze katheter heeft aan het uiteinde een ballon zitten, zodat de katheter blijft zitten en niet uit de blaas glijdt. Om deze ballon te kunnen vullen met steriel water, dient een tweede buis aanwezig te zijn. Deze is aan de voorzijde van de katheter te vinden.

- drie-wegkatheter, deze katheter is hetzelfde als de twee-wegkatheter, maar heeft nog een derde buis. Deze buis is bedoeld om vloeistoffen toe te dienen. Een drie-wegkatheter wordt meestal gebruikt bij een gesloten blaasspoeling.
- Ten slotte zijn de drie- en twee-wegkatheters er in twee verschillende soorten. De Nelaton-katheter heeft een recht uiteinde terwijl de Tiemann-katheter een schuin uiteinde heeft. De Tiemann wordt meestal gebruikt bij personen met benigne prostaathyperplasie (BPH).

## Inbrengen

### Juridisch
Het inbrengen van een suprapubische katheter mag alleen de uroloog doen, omdat het een chirurgische ingreep vereist. Het verwisselen van een SP-katheter mag door een  verpleegkundige uitgevoerd worden. Het inbrengen van de blaaskatheter via de urinebuis mag uitgevoerd worden door een verzorgende IG of een verpleegkundige. Een verzorgende IG mag wel een blaaskatheterisatie uitvoeren bij een vrouw. Aangezien blaaskatherisatie bij een man een voorbehouden handeling is, verschilt het per instelling of een verzorgende IG dit ook mag.
Indien de noodzaak bestaat voor het langdurig intermitterend katheteriseren, mag de patiënt zelfstandig - na instructie door een verpleegkundige - de handeling uitvoeren, wanneer deze de blaas moet ledigen.

### De handeling
Een blaaskatheter via de urinebuis inbrengen moet zo steriel mogelijk gebeuren om de kans op een infectie te verkleinen. Daarom moet de inbrenger tijdens het inbrengen steriele handschoenen dragen. Het inbrengen kan, vooral bij mannen, een vervelend gevoel geven. Hierbij wordt voor het inbrengen in de urinebuis een gel ingebracht die een verdovende en desinfecterende werking heeft. Sommige hulpverleners brengen deze gel aan op de blaaskatheter zelf, maar dit heeft geen enkele zin, aangezien de gel dan niet in kan werken. Ten slotte wordt vaak geadviseerd om bij spontane afloop van urine na circa 500 ml de blaaskatheter af te sluiten ter voorkoming van een blaascollaps. Wetenschappelijke onderbouwing van de noodzaak daarvan ontbreekt echter.